# Synagoga Mołdawskiego w Połtawie
Synagoga Mołdawskiego w Połtawie – żydowska bóżnica znajdująca się w Połtawie.
Została ufundowana w 1873 roku przez kupca I gildii Dawida Mołdawskiego. W czasach sowieckich zamknięta i przekształcona w budynek gospodarczy, przebudowana – w całości zachowała się jedynie fasada zachodnia z elementami neorenesansu i doryckimi pilastrami.